# Johanna Wanka

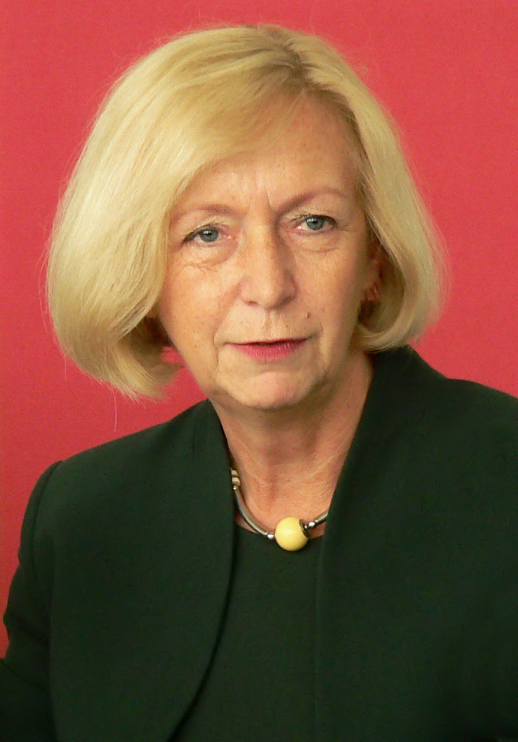
Johanna Wanka (2012)

Johanna Wanka (geborene Müller; * 1. April 1951 in Rosenfeld) ist eine deutsche Mathematikerin und Professorin sowie Politikerin der CDU. Sie war von 2013 bis 2018 Bundesministerin für Bildung und Forschung. Von 2010 bis 2013 war sie niedersächsische Ministerin für Wissenschaft und Kultur, von 2000 bis 2009 Ministerin für Wissenschaft, Forschung und Kultur in Brandenburg. Davor war sie von 1994 bis zu ihrer Berufung als Ministerin gewählte Rektorin der Hochschule Merseburg. Sie war die erste und bisher einzige Ostdeutsche, die Ministerin eines westdeutschen Bundeslands war.

## Leben
Johanna Wanka wuchs in Rosenfeld auf, wo ihre Eltern einen Bauernhof bewirtschafteten. Ihre aus Ostpreußen stammende Mutter war gelernte Apothekenhelferin. Sie verbot ihrer Tochter den Beitritt zu den Jungen Pionieren. Vor dem Abitur trat Johanna Müller dann der Freien Deutschen Jugend (FDJ) bei, um sicher zu einem Studium zugelassen zu werden.
Sie besuchte von 1958 bis 1966 die Polytechnische Oberschule in Großtreben und danach bis zum Abitur 1970 die Erweiterte Oberschule (EOS) in Torgau, wo sie parallel auch den Beruf einer Agrotechnikerin erlernte.
Das Studium der Mathematik an der Universität Leipzig schloss sie 1974 mit dem Diplom ab. Ihre Diplomarbeit trägt den Titel Räumliche Randwertaufgaben der Potentialtheorie mit Koppelungsbedingungen.
Johanna Wanka ist evangelisch und verheiratet mit dem Mathematiker Gert Wanka, mit dem sie zwei Kinder hat.

## Beruf
Ab 1974 war Johanna Wanka als Wissenschaftliche Assistentin an der Technischen Hochschule Carl Schorlemmer Leuna-Merseburg, Sektion Mathematik, tätig. 1980 wurde sie über Lösung von Kontakt- und Steuerproblemen mit potentialtheoretischen Mitteln zum Dr. rer. nat. promoviert. Von 1985 bis 1993 war sie an der Hochschule Wissenschaftliche Oberassistentin. 1993 erhielt Wanka einen Ruf als Professorin für Ingenieurmathematik an die Hochschule Merseburg.
Im März 1994 wurde sie in der Nachfolge des Gründungsrektors Lothar Teschke zur ersten gewählten Rektorin ihrer Hochschule, die sie mit sechs Fachbereichen weiter ausbaute. Wanka übte das Rektorenamt bis zu ihrer kurzfristigen Berufung als Ministerin nach Potsdam im Oktober 2000 aus. Ihr folgte als Rektor der Chemiker Heinz Zwanziger.
Von 1994 bis 1998 war sie Vizepräsidentin der Landesrektorenkonferenz Sachsen-Anhalt und von 1995 bis 1998 stellvertretende Vorsitzende des Beirates für Wissenschaft und Forschung des Landes Sachsen-Anhalt.

## Politische Laufbahn
Wanka trat 1989 der Bürgerbewegung der DDR bei und war Gründungsmitglied des im September 1989 gegründeten Neuen Forums in Merseburg, für das sie auch von 1990 bis 1994 Mitglied des Kreistages Merseburg war.
Im Jahre 2000 wurde Wanka, damals noch parteilos, für die CDU im Kabinett Stolpe III Ministerin für Wissenschaft, Forschung und Kultur in Brandenburg. Diese Funktion übte sie bis November 2009 aus und war im Jahr 2005 Präsidentin der Kultusministerkonferenz. Während ihrer diesbezüglichen Amtszeit wurde die Reform der deutschen Rechtschreibung eingeführt. Da im Juli 2005 immer noch diskutiert wurde, ob die für den 1. August geplante Einführung der Reform tatsächlich stattfinden solle, appellierte Wanka an die Ministerpräsidenten, die neuen Schreibweisen wie geplant einzuführen. Zudem kritisierte sie die zurückhaltende Haltung Bayerns und Nordrhein-Westfalens und betonte, eine so kurzfristige Verschiebung sei nur Wasser auf die Mühlen derer, die prinzipiell gegen den Bildungsföderalismus seien. Ein halbes Jahr später, kurz nach dem Ende ihrer Amtszeit als Präsidentin der Kultusministerkonferenz, räumte sie gegenüber dem Spiegel ein: „Die Kultusminister wissen längst, dass die Rechtschreibreform falsch war. Aus Gründen der Staatsräson ist sie nicht zurückgenommen worden.“
Seit März 2001 ist Wanka Mitglied der CDU. Von Mai 2003 bis Juni 2010 war sie Mitglied im CDU-Landesvorstand Brandenburg. Im Dezember 2003 wurde Wanka zur Kreisvorsitzenden der CDU Dahme-Spreewald gewählt. Auf dem Parteitag der CDU Brandenburg im Januar 2007 wurde sie zur stellvertretenden Landesvorsitzenden gewählt. Nach dem Rücktritt des bisherigen Landesvorsitzenden Ulrich Junghanns nahm sie dieses Amt ab dem 29. Oktober 2008 kommissarisch wahr und wurde durch einen Parteitag am 17. Januar 2009 in Potsdam als Landesvorsitzende gewählt.

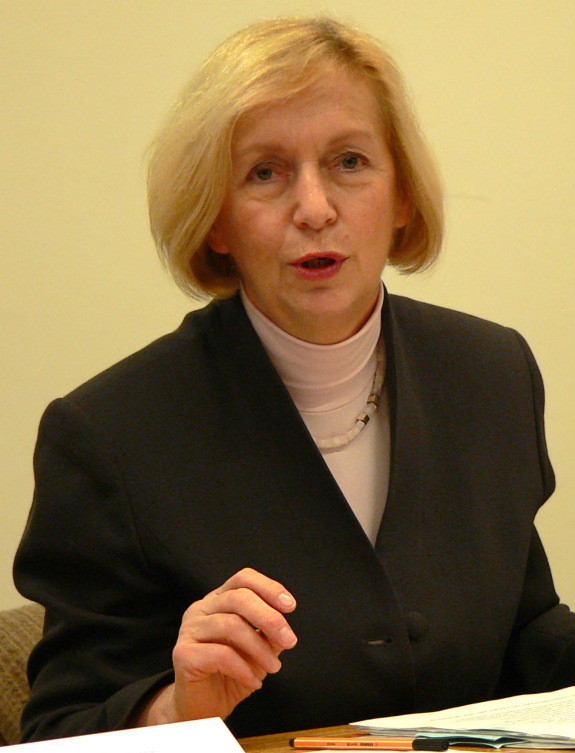
Johanna Wanka (2011)

Von 2004 bis 2010 war Wanka Mitglied des Landtages Brandenburg jeweils nach Einzug über die CDU-Landesliste, da sie sich als Direktkandidatin im Wahlkreis Dahme-Spreewald III (Wahlkreis 28) nicht durchsetzen konnte. Bei der Landtagswahl am 27. September 2009 trat sie als Spitzenkandidatin der CDU an. Bei dieser Wahl legte die CDU zwar 0,4 Prozentpunkte zu, blieb jedoch mit einem Ergebnis von 19,8 Prozent deutlich dritte Kraft hinter der SPD (33 Prozent) und Linkspartei (27,2 Prozent).
Nachdem sich die SPD 2009 gegen eine Neuauflage der Koalition mit der CDU entschied und eine Koalition mit der Linken einging, wurde Johanna Wanka am 20. Oktober 2009 zur CDU-Fraktionschefin gewählt. Dieses Amt übte sie bis April 2010 aus, als sie aufgrund ihrer überraschenden Berufung nach Niedersachsen ihr Landtagsmandat in Brandenburg niederlegte. Nachfolgerin im Fraktionsvorsitz wurde Saskia Ludwig, die am 26. Juni 2010 ebenfalls als CDU-Landesvorsitzende nachfolgte.
Wanka wurde am 27. April 2010 vom damaligen niedersächsischen Ministerpräsidenten Christian Wulff (CDU) zur niedersächsischen Ministerin für Wissenschaft und Kultur in seinem Kabinett ernannt; sie löste Lutz Stratmann in diesem Amt ab. Dieses Amt behielt Wanka auch im Kabinett McAllister. Die Landtagswahl 2013 ergab eine Mehrheit für eine rot-grüne Koalition, wodurch der Verlust dieses von einer CDU-Politikerin in Niedersachsen ausgeübten Amtes absehbar wurde.
Nach dem Rücktritt von Bundesbildungsministerin Annette Schavan wurde Wanka als Nachfolgerin vorgeschlagen und trat daher am 13. Februar 2013 vorzeitig als niedersächsische Ministerin zurück. Einen Tag später wurde sie zur Bundesministerin ernannt und am 21. Februar im Bundestag vereidigt. Während ihrer Amtszeit wurde im Jahr 2016 die Bildungsoffensive für die digitale Wissensgesellschaft beschlossen. Am 14. März 2018 wurde sie in diesem Amt von Anja Karliczek abgelöst.

### Kontroversen
Während der Flüchtlingskrise in Deutschland 2015/2016 veröffentlichte Wanka auf der Website ihres Ministeriums im November 2015 einen Aufruf, der Alternative für Deutschland (AfD) die „Rote Karte“ zu zeigen, nachdem diese zu einer Demonstration unter dem Motto „Rote Karte für Merkel – Asyl braucht Grenzen“ aufgerufen hatte. Das Bundesverfassungsgericht erklärte diese Praxis 2018 für verfassungswidrig. Staatliche Organe hätten nicht das Recht, Bürger zur Teilnahme oder Nichtteilnahme an Demonstrationen politischer Parteien aufzurufen. Ein solcher Aufruf greife unzulässig in das Recht auf Chancengleichheit ein, die Bundesregierung dürfe ihre staatlichen Mittel nicht zugunsten oder zulasten einzelner Parteien einsetzen.

## Kabinette

### Brandenburg
- Kabinett Stolpe III
- Kabinett Platzeck I
- Kabinett Platzeck II

### Niedersachsen
- Kabinett Wulff II
- Kabinett McAllister

### Bund
- Kabinett Merkel II
- Kabinett Merkel III

## Auszeichnungen
1997 wurde ihr das Bundesverdienstkreuz am Bande verliehen. Im September 2010 wurde Johanna Wanka mit der Ernst-Ludwig-Ehrlich-Medaille für Wissenschaften und Künste ausgezeichnet. Das jüdische Begabtenförderungswerk Ernst Ludwig Ehrlich Studienwerk würdigte mit der Ehrung den Einsatz Wankas für die jüdische Bildungsarbeit.
2017 wurde sie Ehrensenatorin der Hochschule Merseburg.

## Schriften
- Lösung von Kontakt- und Steuerproblemen mit potentialtheoretischen Mitteln. Dissertation an der Fakultät für technische Wissenschaft und Mathematik an der Technischen Hochschule Leuna-Merseburg 1980, DNB 820370274.
- Johanna Wanka (Hrsg.): Tagungsband zur 1. Tagung der Nachwuchswissenschaftler an der Fachhochschule Merseburg. Applied Science Conference. Shaker, Aachen 2001, ISBN 3-8265-8356-6.